# 最寄りのユートピア
『最寄りのユートピア』（もよりのユートピア）は、2024年9月25日にフジテレビ系列でスペシャルドラマとして放送されたテレビドラマ。主演は神尾楓珠、ヒロインは北香那。脚本は「フジテレビヤングシナリオ大賞2023」佳作受賞者で、テレビドラマ脚本家としてデビュー作となる片岡陸。
将来への不安を抱え生きるシンガーソングライターの男性と満たされない日常を過ごす会社員の女性が偶然に出会い、お酒と音楽を通して心を通わせていき、それぞれの人生に希望を見出していく姿が描かれる。

## キャスト

### 主要人物
工藤隆司（くどう たかし）
演 - 神尾楓珠（少年期：黒木将盛）
路上ライブを中心に活動するシンガーソングライター。自信や目標を失いかけている。
高校時代に同級生とバンドCUBEを結成して事務所に所属するが、結果が出ず5年前に解散している。
木崎夕莉（きざき ゆり）
演 - 北香那
大手雑貨メーカー総務部に勤務。夢中になれることもなく、当たり障りのない毎日を過ごす自分に漠然とした焦燥感と引け目を感じている。

### 隆司の関係者
工藤慎吾（くどう しんご）
演 - 吹越満
隆司の伯父で良き相談相手。隆司の父の兄で、父を亡くした隆司を我が子のように見守っている。
多忙だったサラリーマンを退職後は、海辺のゲストハウスを経営、マイペースな時間を過ごしている。
神原彩芽（かんばら あやめ）
演 - 小林涼子
「ラディアンス美容クリニック」の美容皮膚科の医師。隆司を金銭面で支援する。
坂口、渡辺、ドラマー
演 - 東龍之介、植村颯太、そばじまひょうご
隆司とバンドCUBEを組んでいたメンバー。後に坂口は工藤をイベントディレクターのアシスタントの仕事に誘う。
小学生
演 - 長尾翼
隆司の音楽のファンの小学生。

### 夕莉の関係者
柴野麻衣（しばの まい）
演 - 田中真琴
夕莉の会社の同期の友人。商品企画部所属。
柿沼健人（かきぬま けんと）
演 - 森田甘路
夕莉の会社の先輩。神原は高校の同級生。
三浦、宮崎
演 - 太田将熙、市原朋彦
夕莉と麻衣の合コン相手の男性。

### その他
山村隆太（flumpool）
演 - 本人
隆司が憧れるミュージシャン。
柏木
演 - 日向丈
flumpoolのプロデューサー。隆司のデモテープも気に入り路上ライブに現れる。
警察官
演 - 栗谷、すがや（カカロニ）
公園や路上で歌う隆司や夕莉に注意しながらも、何かと手助けしてくれる警察官とその同僚。
公園の男性
演 - ジジ・ぶぅ
ベンチで隆司の隣になった男性。高熱だと嘘をついてバイトを休んでビールを飲む隆司に呆れながら話しかける。
男性
演 - 沖山翔也
工藤隆司がflumpoolのライブの裏方でバイトしていた時の上司。
居酒屋の店員
演 - かいばしら
隆司たちと夕莉たちが偶然居合わせた、客がBGMをリクエストできる居酒屋の店員。
総菜屋の店員
演 - 実熊瑠琉
総菜屋「しのふじ」のアルバイト店員。来店した隆司の応対をする。
女性
演 - 忠海蓉子
隆司と釣りをしている慎吾に何が釣れるかと声をかける。
ミュージシャン
演 - 登坂亮太
プロとしてソロデビューの工藤隆司に歌唱指導をする。
ゲストハウスの客
演 - John D、Logan M、GRACIELA ESTEVE、かずま
慎吾のゲストハウスの客。
DJ
声 - 上垣皓太朗（フジテレビアナウンサー）
番組で隆司の曲を紹介し、ヒットチャートにランクインしたことを伝える。

## スタッフ
- 脚本 - 片岡陸
- 演出 - 並木道子[5]
- プロデュース - 栗原彩乃[2]
- 主題歌 - 神尾楓珠「背中合わせ」[2]
- 劇中歌 - flumpool「星に願いを」「証」
- 音楽監修・楽器指導 - notepot（大川修治、石山恵之亮、かずま、安島正樹、わたなべゆういち）[21]
- 制作協力 - ファインエンターテイメント[2]
- 制作著作 - フジテレビ[2]
- 提供 - サントリー生ビール